# 飛鳳宮
22°35′16″N 120°20′50″E / 22.587719°N 120.347091°E
睢陽飛鳳宮，舊稱飛鳳宮，位於臺灣高雄市鳳山區，是主祀保儀尊王（張府尊王、尊王公）的廟宇，陪祀李府千歲、申國夫人、註生娘娘、福德正神等神。該廟原本位於小港區的紅毛港，2007年因聚落遷村而移到今址，並在2012年12月15、16日舉行謝土安座儀式。該廟因為原在姓楊仔聚落，又稱「姓楊仔廟」，另外又有「塭仔頭廟」的別稱。遷村之後，將正式廟名定為「睢陽飛鳳宮」，強調該廟主神是安史之亂中死守睢陽的張巡。
昔日飛鳳宮廟前有一菜市場，為當地居民重要活動場所之一。又該廟在紅毛港原本有外五營，但其中的東營與中營因為大林發電廠建廠而拆除，南營後來也因該電廠興建排水出口而拆除，之後於第二出水口旁重建。在農曆四月廿三，飛鳳宮會請出保儀尊王副駕前往臺南祀典大天后宮進香，次日返回。

## 沿革
該廟相傳建於清光緒年間，但是光緒廿年（1894年）《鳳山縣采訪冊》與日昭和十三年（1938年）《臺灣宗教與迷信陋習》（曾景來 著）並未記載飛鳳宮的記錄。該廟的由來據廟方沿革碑文，是紅毛港孩童在海邊玩耍，用土偶當神像膜拜，結果有一孩童起乩，請示後乃保儀尊王要在此駐駕。之後因有靈驗事蹟，信徒乃正式建廟供奉。另一說是當地楊姓信徒自臺南迎回主神，最初是位在姓楊仔聚落的一間草寮，後來改建成石建廟宇。而因此緣故，飛鳳宮每年都會前往臺南尊王公壇進香。不過飛鳳宮工務組長林坤榮否認此說，表示會前往尊王公壇只是因為居民到臺南附近捕魚時發現該廟也供奉尊王公，基於同祀情誼才進香，且飛鳳宮出訪還會前往屏東關山福德宮、臺南祀典大天后宮、高雄鳳邑舊城城隍廟等廟。而早期除了姓楊仔的居民之外，原本姓吳仔與姓李仔的居民亦有此廟信徒，但後來因為祭拜意見分歧等因素，姓李仔的信徒從飛鳳宮分香，另建濟天宮。姓吳仔的居民後來也另建了天龍宮。
民國65年（1976年）重建，歷時1年4個月後完工，是該廟遷村前最後一次重建。另外在民國六十年代（1970年代），據說當地有人家裡要娶媳婦，請主神保儀尊王去看戲，結果意外在燒香時燒到神像，於是該廟重塑金身，但將原本的神像放在新神像裡面。
2007年因紅毛港遷村而移到今址，並在2012年12月15、16日舉行謝土安座儀式。而據說因為臺南大天后宮有一匾額過去不知是何廟所贈，後來查證是飛鳳宮所贈，乃請廟方取一正式廟名以利識別，後來廟方討論與擲筊後，才決定在飛鳳宮前加上「睢陽」二字。
2013年，飛鳳宮啟建癸巳年禮斗三朝祈福清醮。

## 祭祀圈
飛鳳宮的祭祀圈在遷村之前主要是海昌里一帶，並涵蓋海澄、海豐兩里的一部份。根據濟天宮主委李義三表示，遷村前飛鳳宮的丁口數為6800丁，為紅毛港各廟中最多。

## 傳說
相傳過去在日治時期，紅毛港一帶曾發生瘟疫，飛鳳宮保儀尊王化身成穿白衣的大夫，步行到臺南大天后宮去求來一帖藥方，回紅毛港治病。日後保儀尊王託夢，要大家到大天后宮進香謝恩，故該廟有到大天后宮進香參拜的活動。
另外傳說日治初期林少貓在南臺灣活動時，某日生了怪病，在遍尋名醫診治均未見效後，轉而求神問卜。而據說若是無法解決其問題，林少貓便會焚毀神像，鞭打乩童、道士。後來飛鳳宮被要求前往後壁林幫林少貓「診治」，結果保儀尊王降旨給藥，治好了林少貓的病。林少貓遂對飛鳳宮保儀尊王相當感恩，命人從打狗港出發到大陸唐山，訂製手工的「刺繡九龍綢緞涼傘」獻給飛鳳宮，且注意不讓手下打擾到紅毛港的居民。該涼傘後來據說用於神明出巡時的前導，但在林少貓勢力遭日方剿滅後，深怕遭受牽連而藏了起來，日後該傘下落不明。
另外傳說過去日治時期日本禁止臺灣漢族傳統信仰時，紅毛港居民將廟中神像拿回中藏起來。但有一尊神像被日本人發現，用布包住丟到海中。但神像後來自己發光，又被漁民撈了回去。
又在大林火力發電廠施工拆掉飛鳳宮南營時，保儀尊王神像的鬍子翹了起來，塞到耳際。信徒去把發電廠的主任找到廟中祭拜，據說主任答應重建南營之後，神像的鬍子才恢復原狀。